# Мишел Йожен Шеврьол
Мишел Йожен Шеврьол (на френски: Michel Eugène Chevreul) е френски химик и физик. Изследва главно състава на мазнините и осапуняването им. Работи върху цветовете и багренето, получаването на чисти мастни киселини и производство на свещи.

## Биография
Роден е на 31 август 1786 г. в Анже, Франция, в семейството на лекар.
Като професор по химия в Париж, Шеврьол прави задълбочени изследвания на сапуна. В резултат на проучванията му се раждат много научни статии, които водят началото си от 1813 година, а кулминацията им е забележителният му труд върху животинските мазнини „Изследвания върху мазнините с животински произход“, публикуван през 1823 година. В тази публикация за първи път се появява думата холестерол.
През 1816 г. успява да отдели два глицеролови естера от животински мазнини. През 1825 г. на името на Шеврьол и Гей Люсак е издаден патент за производство на стеаринови свещи. В писмо до Шеврьол, А. Хофман пише:
| „ | Вашата ръка е тази, която отвори източника за светлина на целия признателен свят... Както изглежда, стеариновите свещи не са застрашени дори от осветлението на бъдещето – електрическата светлина. | “ |

Забележителната поредица от трудове на Шеврьол включва публикации върху човешкото възприемане на контрастни цветове. Това води до закона за едновременния контраст на цветовете, който ще има сериозно влияние върху импресионизма. Освен това той е пионер и в изучаването на геронтологията и ще остане в историята като обект на първото фото интервю през 1886 година.
Връзка между атеросклерозата и холестерола е спомената през 1889 година, по съвпадение годината, в която Шеврьол постига може би най-голямата си слава. Името му е изписано върху Айфеловата кула при откриването ѝ, а той е почетен като един от 72-мата най-изтъкнати френски таланти в областта на науката и инженерството. (виж  Архив на оригинала от 2014-07-14 в Wayback Machine.)
Умира на 9 април 1889 г. в Париж на 102-годишна възраст.